# Йензунг
Йензунг (вьет. Yên Dũng) — один из 9 уездов вьетнамской провинции Бакзянг. Расположен в северо-восточной части страны. Площадь — 213 км². Население по данным на 2003 год составляет 162 497 человек, в 2019 году — 152 125 человек.
В административном отношении подразделяется на 2 города: Нямбьен и Танан, и 16 общин: Каньтхюи, Донгфук, Донгвьет, Дыкзянг, Хыонгзян, Лангшон, Лаохо, Нойхоанг, Куиньшон, Танльеу, Тьензунг, Тьенфонг, Чийен, Тымай, Суанфу и Йенлы.